# 대한민국 민법 제117조
대한민국 민법 제117조는 대리인의 행위능력에 대한 민법총칙상 조문이다. 2011.3.7에 전문개정되었다.

## 조문
第117條(代理人의 行爲能力) 代理人은 行爲能力者임을 要하지 아니한다.

제117조(대리인의 행위능력) 대리인은 행위능력자임을 요하지 아니한다.

## 사례
김대리는 박사원에게 자신의 소유 토지 매매계약을 대신 체결해 줄 것을 부탁하였고 적법하게 대리권을 수여하였다. 박사원이 행위능력이 없더라도 대리행위는 가능하다.

## 참고 문헌
- 오현수, 일본민법, 진원사, 2014. ISBN 9788963463452
- 오세경, 대법전, 법전출판사, 2014 ISBN 9788926210277
- 이준현, LOGOS 민법 조문판례집, 미래가치, 2015. ISBN 9791155020869

## 같이 보기
- 권리
- 의무
- 태아